# Árabe (álbum)
Árabe es el octavo álbum de estudio de la banda de rock española Medina Azahara, publicado el 27 de abril de 1995 por la discográfica Avispa Music. 

## Detalles
Se trata del primer disco en el que el grupo incorporó instrumentos marroquíes para una grabación. 
Es un doble álbum que contiene un primer CD con temas completamente nuevos, y un segundo CD con versiones de artistas como The Rolling Stones, Paco de Lucía y Miguel Ríos, entre otros. 
Al igual que sus dos anteriores trabajos, en julio de 1995 fue certificado Disco de Oro por volver a vender más de 50.000 copias.

## Lista de canciones
Disco 1
1. "Bidaiah (Principio)" - 1:57
2. "Favorita de un Sultán" - 4:40
3. "Hay un Lugar" - 4:21
4. "No Está Sola" - 5:23
5. "Dudas - 3:53
6. "Un Año de Amor" - 3:50
7. "Todo Está Escrito" - 4:33
8. "Solos Tú y Yo" - 4:30
9. "Delirios de Grandeza" - 3:43
10. "Es Imposible" - 4:47
11. "Que Tengas Suerte" - 4:30
12. "Días Sin Paz" - 4:10
13. "Nihaiah" (Final) - 1:10

Disco 2
1. "Un Caballo Llamado Muerte" (Miguel Ríos) - 3:52
2. "Al Padre Santo de Roma" (Paco de Lucía) - 3:30
3. "Píntalo de Negro" (Paint It Black) (Rolling Stones) - 3:25
4. "Anda Jaleo" (Federico García Lorca) - 2:50
5. "Adiós Al Ayer" (Los Módulos) - 3:47

## Créditos
- Manuel Martínez - voz
- Paco Ventura - guitarras
- José Miguel Fernández - bajo
- Manu Reyes - batería
- Alfonso Ortega - teclados